# Rihtniemi-Klasse
Die Rihtniemi-Klasse ist eine Klasse aus zwei in Finnland gebauten ehemaligen Minenlegern, die später zu Patrouillenbooten umgebaut wurden und heute als Schul- und Museumsschiffe in Estland beheimatet sind.

## Geschichte
Die Boote der Rihtniemi-Klasse wurden zwischen 1956 und 1957 auf der Rauma Repola OY gebaut. Bei den beiden von der finnischen Marine zunächst als Minenleger eingesetzten Einheiten handelt es sich um das erste Baulos / eine Unterklasse der später fünf Boote umfassenden R-Klasse.
Die Boote wurden im Laufe ihres Einsatzes in Finnland zu Patrouillenbooten umgebaut und blieben bis zum Jahr 1999 im Dienst der dortigen Marine. Danach wurden sie von der estnischen Marine übernommen und von dieser bis 2005 betrieben.
Nach dem Ausscheiden aus dem aktiven Marinedienst 2005 wurde eines der beiden Boote, die Suurop, dem Estnischen Meeresmuseums übergeben und im Tallinner Wasserflugzeughafen aufgelegt. Das andere Boot, die Ristna, wurde als Schul- und Museumsschiff von der Marinedivision des estnischen Verteidigungsbundes betrieben. Sie war noch einige Jahre funktionsfähig und absolvierte gelegentliche Besuche in Küstenstädten. Seit 2015 liegt auch sie im Wasserflugzeughafen.

## Einheiten
Finnland
| Kennung | Name      | Baunummer | Kiellegung | Dienstzeit        | Verbleib              |
| ------- | --------- | --------- | ---------- | ----------------- | --------------------- |
| 51      | Rymättylä | Nr. 87    | 1956       | 20. Mai 1957–1999 | nach Estland (Suurop) |
| 52      | Rihtniemi |           |            | 1957–1999         | nach Estland (Ristna) |

 Estland
| Kennung | Name   | Dienstzeit | Verbleib                                                    |
| ------- | ------ | ---------- | ----------------------------------------------------------- |
| P421    | Suurop | 1999–2005  | Museumsschiff im Estnischen Meeresmuseum, Tallinn ⊙         |
| P422    | Ristna | 1999–2005  | Schul- und Museumsschiff des Estnischen Verteidigungsbundes |